# ざくろの味
『ざくろの味』（ざくろのあじ）は、1995年12月22日にイマジニアから発売されたスーパーファミコン用アドベンチャーゲーム。
地下に埋没したビルを舞台としたサウンドノベル。人物はシルエットで表現されている。同社から同日に発売された『月面のアヌビス』とは姉妹品的な位置づけで、本作中にも「執筆中の雑誌の連載小説」という形で登場している。
開発はスタジオ・クリップスが行った。同社の『制服伝説 プリティ・ファイター』（1994年）を手掛けたスタッフが開発に参加し、プロデューサーは飯田祥一、ディレクターは大須賀篤が務めている。シナリオはSF文筆家の聖咲奇、音楽は元コナミ在籍でファミリーコンピュータ用ソフト『魂斗羅』（1988年）を手掛けた禎清宏が担当。

## ゲーム内容
『月面のアヌビス』と異なり、章単位の読み返し機能は存在しない。独自要素として「達成度」を設け、読んだ文章量によってパーセンテージで表される。
当時のノベルゲームとしては達成度表示が貴重なシステムであると評価された一方で、誤字脱字がやたら多いという批判の声も見られる。また、メインシナリオのバッドエンドは後味の悪いものが多くを占める。
シナリオはメインの4本以外に、おまけシナリオが1本存在する。メインシナリオはいずれもジャンルの異なる設定だが、「地下から脱出する」という目的は共通している。達成度が100%になるとおまけシナリオが出現。これをクリアすると達成度は「☆%」という表示に変わる。
タイトルの「ざくろ」という言葉が内容に関係するシナリオは最初の1本のみで、ややスプラッタ色が強い。

## ストーリー
ひどく冷える冬の晩、青年・土門は東京にある4階建てビルディング「中井ユニオンビル」に居を構える雑誌編集部を訪れていた。そこへ突然地震が発生し、ビルは地下へと埋没してしまう。決死の脱出劇が始まった。

### シナリオ分岐
前述のとおり、次の4種類にシナリオが分岐する。なおシナリオ分岐は序盤の選択肢によって確定される。
シナリオA
最初にプレイできる。ビルの地下にある封鎖された旧日本軍の軍事研究所から流出した薬品によって、死体がゾンビとなって襲い掛かるというシナリオ。襲われた人間も同族となり、痛みを感じない。また人肉を好むようになる。
シナリオB
埋没した地下が霊場となっており、悪霊から逃げつつ脱出するというシナリオ。あるキャラクターが心霊現象に精通しており、意外な活躍を見せる。
シナリオC
地下深くに存在するケイ素生命体がコンピューターに干渉し、人々を洗脳していくシナリオ。結末によりハッキングされたミサイルが発射される。
シナリオD
編集部のメンバーの正体が強盗団であり、地下に眠る巨大な宝石を奪うためだけにビルを人為的に陥没させたというシナリオ。

## 登場人物

### 主要人物
説明書には人物紹介が掲載されておらず、ゲーム冒頭で紹介されるのみ。再プレイ時には、当該箇所が省略される。
土門
主人公（名前変更可）。大学浪人2年目で、予備校に通っている。吉祥寺のマンションで1人暮しをしながら小説『月面のアヌビス』を執筆している。
SF雑誌の中でもマニアに人気の『月刊サイファイ』にて小説を連載中。読者の人気ランキングで上位になるほど好評を博している。先輩の裕子に思いを寄せている。
裕子
ヒロイン（名前変更可）。『月刊サイファイ』デザイナー。グラマーな女性。デザイン学校卒業後に編集部へ入り、雑誌のライターとして土門を朝藤に紹介した。土門の高校時代の1年先輩であり、共にSF同好会に在籍していた。高校時代はSF映画を好む土門と異なり、SF小説が好きだったことから、彼とは互いの趣味に難癖を付け合うけんか仲間だった。
朝藤
『月刊サイファイ』編集長。30代女性。出版界ではやり手で通っている誰もが認めるキャリアウーマン。基本的に冷静かつ事務的に振舞う。話の進行によっては子どもを勧めてくることもある。巨乳。
五味川
『月刊サイファイ』副編集長。京都生まれで関西弁を話すSFマニア。常にテンションが高く、編集部での通称は"マンザイ師"。ロボットのように角張った体つきや厳つい顔をしており、空手の道場に通っている。
田代
『月刊サイファイ』チーフデザイナー。熊のような体格の大男。普段は気の良い性格だが、締切り前になると人格が豹変する。『日本デザインコンテスト記念』の文字が入ったサインペンを愛用している。
多田
『月刊サイファイ』編集者。小太り気味の体型に銀縁眼鏡をかけている。アニメオタクで、パソコンの知識にも精通する。土門以外にはあまり心を開いていない。
もぐもぐとした口調が特徴。愛機である作業用のパソコンは自費で機能を拡張させている。様々な企業等のシステムにアクセスできるハッカー気質。全シナリオで活躍をみせるが、特にシナリオCでは中心人物となる。
勝又
『月刊サイファイ』アルバイト。19歳。バイクで原稿取りを担当している。五味川と同じ空手道場に通っているが、4歳から習いはじめ高校時代は主将を務めるほど桁違いに強い。全シナリオを共通し、他の人物との格闘シーンにおいて活躍をみせる。朝藤曰く"人間狂気"。
見かけによらず素直な性格。時折り、語尾へ「ッス」をつける角張った口調が特徴。土門と同じく裕子に思いを寄せている。
神田マチ
『月刊サイファイ』編集見習い。強度近視なため分厚い眼鏡をかけた小太りの女性。かなりのオカルトマニア。同年代である勝又に好意を抱いているらしい。

### その他の人物

#### シナリオA
鷹乃文五郎
東京T大学の生物学博士。『タカノ建設』の先代社長でもある。第二次世界大戦末期に『柘榴』の開発研究を指揮していた。
金井
「中井ユニオンビル」2Fに事務所を構える『タカノ建設』のOL。30代半ばの女性。メガネをかけた痩せ型で、いかにもオールドミスという印象。
有紀、泰子
『タカノ建設』OL。金井の部下で、年齢は20歳前後。有紀はボーイッシュ風、泰子は派手な化粧が特徴。
敦
1Fに住み込む管理人夫婦の一人息子。年齢は5歳くらい。

#### シナリオB
勝彦
裕子が以前交際していた男性。作家の卵。彼女とは1年ほど前に海で溺れ死別している。
香川
土門の中学二年時のクラスメイト。典型的ないじめられっ子。学校で首吊り自殺している。

## 音楽

### サウンドトラック
1996年1月25日、『ざくろの味 GM-PROGRESS-3』というタイトルでリリースされた。
「響次元」シリーズのひとつとして、同時発売されたゲーム『月面のアヌビス』のサウンドトラックと同日にリリース。ゲーム中に使用された音源と同時に、立体音響技術を使用したイメージドラマも収録している。

#### 収録曲
| 全作曲: 禎清宏。 |                                                                   |       |            |      |
| #                | タイトル                                                          | 作詞  | 作曲・編曲 | 時間 |
| 1.               | 「底冷えの新宿」(スーパー3D・ドラマ)                              |       | 禎清宏     | 1:35 |
| 2.               | 「プロローグ〜吹雪の夜〜」                                        |       | 禎清宏     | 3:18 |
| 3.               | 「悲しげなオルゴール」                                            |       | 禎清宏     | 4:01 |
| 4.               | 「「月刊サイファイ」編集部」(スーパー3D・ドラマ)                  |       | 禎清宏     | 0:59 |
| 5.               | 「多田さん登場!」                                                 |       | 禎清宏     | 1:23 |
| 6.               | 「裕子先輩のテーマ」                                              |       | 禎清宏     | 2:41 |
| 7.               | 「僕と裕子先輩」                                                  |       | 禎清宏     | 2:46 |
| 8.               | 「最初の衝撃」(スーパー3D・ドラマ)                                |       | 禎清宏     | 0:55 |
| 9.               | 「和やかな雰囲気」                                                |       | 禎清宏     | 1:26 |
| 10.              | 「崩壊する大地」(スーパー3D・ドラマ)                              |       | 禎清宏     | 1:20 |
| 11.              | 「パニック!」                                                     |       | 禎清宏     | 1:23 |
| 12.              | 「暗闇の中の探索 [月に憑かれる〜呪われし者]」(スーパー3D・ドラマ) |       | 禎清宏     | 3:19 |
| 13.              | 「INTO THE DARKNESS」                                             |       | 禎清宏     | 2:20 |
| 14.              | 「絶望の中の決断」                                                |       | 禎清宏     | 2:30 |
| 15.              | 「HOUSE HOUSE HOUSE」                                             |       | 禎清宏     | 1:16 |
| 16.              | 「ゾンビ!!」(スーパー3D・ドラマ)                                  |       | 禎清宏     | 1:19 |
| 17.              | 「休息」                                                          |       | 禎清宏     | 2:09 |
| 18.              | 「蘇る死体」                                                      |       | 禎清宏     | 2:21 |
| 19.              | 「ゾンビとの死闘」(スーパー3D・ドラマ)                            |       | 禎清宏     | 0:58 |
| 20.              | 「ACTION!」                                                       |       | 禎清宏     | 1:39 |
| 21.              | 「人間凶器 勝又」                                                 |       | 禎清宏     | 3:42 |
| 22.              | 「迫り来る恐怖」                                                  |       | 禎清宏     | 1:02 |
| 23.              | 「涙は見せない」                                                  |       | 禎清宏     | 2:29 |
| 24.              | 「未知なる迷路へ [絶望の中の希望]」(スーパー3D・ドラマ)           |       | 禎清宏     | 2:01 |
| 25.              | 「生きる人、死ぬ人」                                              |       | 禎清宏     | 3:46 |
| 26.              | 「最悪のシナリオ」                                                |       | 禎清宏     | 1:55 |
| 27.              | 「絶望」                                                          |       | 禎清宏     | 2:23 |
| 28.              | 「ハッピーエンド」                                                |       | 禎清宏     | 2:22 |
| 29.              | 「エピローグ〜その先にあるもの〜」                                |       | 禎清宏     | 3:19 |
| 合計時間:        | 合計時間:                                                         | 63:05 |            |      |

#### 出演
- 小出達彦
- 水本剛
- 木内利奈
- 松井由佳

## スタッフ
- エグゼクティブ・プロデューサー：神蔵孝之
- プロデューサー：飯田祥一
- ディレクター：大須賀篤
- スーパーバイザー：田代成治、飯田就平
- 原作・シナリオ：聖咲奇
- 編集：ボス、入江さくら、野原点茶、舞ちゃんの虜☆えんどら　龍、THE・クロ
- 撮影：三浦英彦、田口淳
- チーフデザイナー：りんだ、成田無頼庵
- アートディレクター：菅田具視、りんだ
- グラフィック：蛇山鰐男、相原聡、りんだ、青木功、シルバーウルフ
- メインプログラマー：スタジオ・クリップス、戦う坊さん
- サブプログラマー：舞ちゃんの虜☆えんどら　龍
- エンジニア：THE・クロ
- 音楽：禎清宏（㈲ピュアサウンド）、足立美奈子（㈲ピュアサウンド）、キース、林兵子

## 評価
ゲーム誌「ファミ通」の「クロスレビュー」では6・7・6・6の合計25点（満40点）、ファミリーコンピュータMagazineの読者投票による「ゲーム通信簿」での評価は別記のとおり、19.6点（満30点）となっている。
| 項目 | キャラクタ | 音楽 | お買い得度 | 操作性 | 熱中度 | オリジナリティ | 総合 |
| 得点 | 3.1        | 3.7  | 3.1        | 3.1    | 3.3    | 3.3            | 19.6 |